# Peter Glocko
Peter Glocko (2. června 1946 Muráň – 27. červen 2019 Bratislava) byl slovenský spisovatel, prozaik, dramatik, scenárista a autor literatury pro děti a mládež.

## Život
Vystudoval střední průmyslovou školu chemickou v Bratislavě. Po získání maturity pracoval jako chemik. Později začal pracovat jako redaktor v časopisech a nakladatelstvích mezi nimiž byla Smena či Osveta. Byl redaktorem vydavatelství Slovenský spisovateľ. Byl zapsán na čestném seznamu IBBY 1990 ve Spojených státech amerických za své dílo Já se prázdnin nebojím.
Žil v Bratislavě.

## Dílo
Jeho prozaická tvorba zahrnuje moderní autorskou pohádku i historické a psychologické romány. U pohádek se inspiroval v lidových pověstech, které přepracoval do moderní podoby, zabýval se také psychologickým a dobrodružným románem či dobrodružno-historickým románem a sci-fi.
Debutoval dílem Štístko.

### Tvorba pro děti a mládež
- Štístko (1927) – literárně stylizované pohádky, původně mu je vyprávěl V. Makerík.
- Jak kominík světem putoval (1974, druhé vydání pod názvem Kominík 1994) – inspirace z folkloru, pohádkový cyklus
- Vodníkovy zlaté kačenky (1975) – motivy lidové slovesnosti
- Devatero řemesel a Desátý fígl (1986) – motivy lidové slovesnosti. Příběh o líném Šablicovi a řemeslnících, kde přidal písně.
- Růže pro Julese Verna aneb pět týdnů bez balónu (1986)- prvky sci-fi, dokumentární, dobrodružné prózy
- Tomáš a loupežní rytíři aneb za kamenem mudrců ( 1987) – prvky sci-fi, , dokumentární, dobrodružné prózy
- Já se prázdnin nebojím (1988) - dva díly (spolu s dílem Robinson a dědeček Milionář) románových příběhů
- Robinson a dědeček Milionář (1990)
- Král psů (2011)
- Král hadů – strážce pokladů (2015)

### Drama a scénáře
- O klobouku, který nechtěl čarovat (1969)
- Rosný bod (1979)
- Mluvící strom (1989)
- Syn chudých rodičů (1993)
- Velká pohádka o malém princovi (1999) – divadelní hra

### Próza
- Šťastný pán Cyprián (1980)
- Hloubka ostrosti (1982)
- Srdcový král (1984)